# 고스티닌군

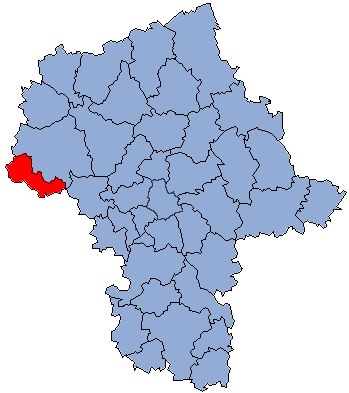
마조프셰주 지도에 표시된 고스티닌군의 위치

고스티닌군(폴란드어: powiat gostyniński)은 폴란드 마조프셰주에 위치한 군으로 군청 소재지는 고스티닌이며 면적은 615.56km2, 인구는 43,099명(2019년 기준), 인구 밀도는 70명/km2이다.
북동쪽으로는 프워츠크군, 동쪽으로는 소하체프군, 남동쪽으로는 우치주 워비치군, 남쪽으로는 우치주 쿠트노군, 북서쪽으로는 쿠야비포모제주 브워츠와베크군과 접한다. 5개 지방 자치체(1개 도시, 4개 농촌)를 관할한다.

군기
군 문장